# Vans Warped Tour Compilation 2007
Vans Warped Tour Compilation 2007 es el duodécimo álbum recopilatorio del Warped Tour.
La carátula es una fotografía de Wil Francis, cantante de Aiden tocando en el Vans Warpet Tour 2006.

## Listado de canciones
| Disco 1 |                                                                                |                                                                            |                          |          |  |
| N.º     | Título                                                                         | Escritor(es)                                                               | Artist                   | Duración |  |
| 1.      | «Fire Down Below» (anteriormente sin lanzar)                                   | Alkaline Trio                                                              | Alkaline Trio            | 3:42     |  |
| 2.      | «Requiem for Dissent» (de New Maps of Hell)                                    | Greg Graffin                                                               | Bad Religion             | 2:06     |  |
| 3.      | «The Arms of Sorrow» (de As Daylight Dies)                                     | Killswitch Engage                                                          | Killswitch Engage        | 3:43     |  |
| 4.      | «Confined» (de Shadows Are Security)                                           | As I Lay Dying                                                             | As I Lay Dying           | 3:09     |  |
| 5.      | «Lyrical Lies» (versión eléctrica, deThe Same Old Blood Rush with a New Touch) | Cute Is What We Aim For                                                    | Cute Is What We Aim For  | 3:15     |  |
| 6.      | «Steady Riot» (de Strictly Rude)                                               |                                                                            | Big D and the Kids Table | 2:37     |  |
| 7.      | «Afterworld» (de Music from Regions Beyond)                                    | Tiger Army                                                                 | Tiger Army               | 3:16     |  |
| 8.      | «Our Friend Lazarus Sleeps» (de Lovers' Requiem)                               | I Am Ghost                                                                 | I Am Ghost               | 2:55     |  |
| 9.      | «Songs Sound Much Sadder» (de Redeemer)                                        | Norma Jean, Timothy McTague                                                | Norma Jean               | 3:04     |  |
| 10.     | «Little Maggots» (de Decomposer)                                               | Shawn Harris, Miles Hurwitz                                                | The Matches              | 2:42     |  |
| 11.     | «Take Me» (de Virulence)                                                       | Only Crime                                                                 | Only Crime               | 2:35     |  |
| 12.     | «Amity» (de White Lies)                                                        | LoveHateHero                                                               | LoveHateHero             | 3:10     |  |
| 13.     | «Summer (In B)» (de Truth in Sincerity)                                        | Amber Pacific, William Nutter                                              | Amber Pacific            | 3:33     |  |
| 14.     | «I'm Not Dead» (de Sustain)                                                    | Buck-O-Nine                                                                | Buck-O-Nine              | 1:56     |  |
| 15.     | «Fading American Dream» (de Fading American Dream)                             | Tobe Bean III, Marcus Hollar, Mike McColgan, Johnny Rioux, Joe Sirois      | Street Dogs              | 2:54     |  |
| 16.     | «Song of Babylon» (de Back to Higher Ground)                                   | Jason LaRocca                                                              | The Briggs               | 2:25     |  |
| 17.     | «Reverse This Curse» (de Dying Is Your Latest Fashion)                         | Escape the Fate                                                            | Escape the Fate          | 3:40     |  |
| 18.     | «Rolling with the Punches» (de Orchestra of Wolves)                            | Gallows                                                                    | Gallows                  | 3:32     |  |
| 19.     | «House of Cards» (de From Them, Through Us, to You)                            | Madina Lake                                                                | Madina Lake              | 3:38     |  |
| 20.     | «Akeldema» (de Pressure the Hinges)                                            | Haste the Day                                                              | Haste the Day            | 2:47     |  |
| 21.     | «Could Tell a Love» (de His Last Walk)                                         | Blessthefall                                                               | Blessthefall             | 2:50     |  |
| 22.     | «Sympathy of Voices»                                                           | Guff                                                                       | Guff                     | 3:00     |  |
| 23.     | «This Song Is Definitely Not About a Girl» (de Mutiny!)                        | Set Your Goals                                                             | Set Your Goals           | 2:54     |  |
| 24.     | «The Shake (Awful Feeling)» (de Hiding Inside the Horrible Weather)            | Jesse Barrera, Dustin Hook, Steven Oira, Larry Soliman, Matthew VanGasbeck | My American Heart        | 3:27     |  |
| 25.     | «Black Cat» (de A Lesson in Romantics)                                         | Mayday Parade                                                              | Mayday Parade            | 3:22     |  |

| Disco 2 |                                                                                 |                                                                                             |                    |          |  |
| N.º     | Título                                                                          | Escritor(es)                                                                                | Artist             | Duración |  |
| 1.      | «The Ripper» (de Lies for the Liars)                                            | The Used                                                                                    | The Used           | 2:56     |  |
| 2.      | «Letter Thing» (de Versions)                                                    | Poison the Well                                                                             | Poison the Well    | 2:28     |  |
| 3.      | «To Trixie and Reptile, Thanks for Everything» (de All's Well That Ends Well)   | Craigery Owens, Bradley Bell, Derrick Frost, Jason Hale, Matthew Goddard, Patrick McManaman | Chiodos            | 3:18     |  |
| 4.      | «Duality» (de The Walking Wounded)                                              | Bayside                                                                                     | Bayside            | 3:00     |  |
| 5.      | «This Circle» (de The Summer Tic EP)                                            | Hayley Williams, Josh Farro                                                                 | Paramore           | 4:04     |  |
| 6.      | «60 Revolutions» (de Gypsy Punks: Underdog World Strike)                        | Eugene Hütz, Eliot Ferguson, Oren Kaplan, Yuri Lemeshev, Sergey Ryabtsev, Rea Mochiach      | Gogol Bordello     | 2:58     |  |
| 7.      | «We Sleep Forever» (de Rain in Hell)                                            | Aiden                                                                                       | Aiden              | 3:18     |  |
| 8.      | «The Things He Carried» (de Curses)                                             | Vanna                                                                                       | Vanna              | 3:42     |  |
| 9.      | «Mea Culpa» (de Nocturne)                                                       | Nathan Ells, The Human Abstract                                                             | The Human Abstract | 3:30     |  |
| 10.     | «Killing Through Song»                                                          | Ryan's Hope                                                                                 | Ryan's Hope        | 2:08     |  |
| 11.     | «Monster» (from Something Real)                                                 | Meg Frampton, Dia Frampton                                                                  | Meg & Dia          | 2:40     |  |
| 12.     | «Until We Burn in the Sun (The Kids Just Want a Love Song)» (de Street Gospels) | Jay Malinowski                                                                              | Bedouin Soundclash | 3:55     |  |
| 13.     | «The Patty Hearst Syndrome» (de This Sinking Ship)                              | Smoke or Fire                                                                               | Smoke or Fire      | 3:00     |  |
| 14.     | «In It for Life» (en vivo, de Made in NYC)                                      | The Casualties                                                                              | The Casualties     | 2:01     |  |
| 15.     | «You're Gonna Pay» (de One More Bullet)                                         | Robert Hingley                                                                              | The Toasters       | 2:57     |  |
| 16.     | «Insurance?» (de On Fire)                                                       | Jason Centeno, The Higher                                                                   | The Higher         | 3:07     |  |
| 17.     | «Oh, the Congestion» (de Accidental Gentlemen)                                  | Piebald                                                                                     | Piebald            | 2:30     |  |
| 18.     | «Under the Sunrise» (de Under the Sunrise)                                      | Blinded Black                                                                               | Blinded Black      | 3:11     |  |
| 19.     | «The End of All We Know»                                                        | Greeley Estates                                                                             | Greeley Estates    | 3:21     |  |
| 20.     | «Calling» (de Blackhawks Over Los Angeles)                                      | Strung Out                                                                                  | Strung Out         | 2:52     |  |
| 21.     | «Smoke 'Em If Ya Got 'Em» (de Killing with a Smile)                             | Parkway Drive                                                                               | Parkway Drive      | 3:41     |  |
| 22.     | «At Point Break» (de Internal Salvation)                                        | The Unseen                                                                                  | The Unseen         | 1:58     |  |
| 23.     | «M-80»                                                                          | Olympia                                                                                     | Olympia            | 3:22     |  |
| 24.     | «A Pound of Silver Is Worth Its Weight in Blood» (de The Promise in Compromise) | Tokyo Rose                                                                                  | Tokyo Rose         | 3:13     |  |
| 25.     | «State of Mind» (de Keep It Going)                                              | Mad Caddies                                                                                 | Mad Caddies        | 3:49     |  |

- Datos: Q4018251